# 許耕榕
许耕榕（Geng Long Hsu）是台湾泌尿科医师，曾为中國醫藥大學的临床教授。1985年他从國立臺灣大學医学院毕业，取得医学学位。1991至1992年间，他是加州大学旧金山分校博士後研究员。曾任台湾台安医院的泌尿科创科主任、博仁综合医院的副院长、及臺北醫學大學显微手术性功能重建训练中心的主任。 其中媒介包刮爱思唯尔学术出版社的生殖百科全书。在1992年，他因发现阴茎白膜双层的叁度空间结构，被授予国际Jean-Paul Ginestie奖。在2010年，他在泌尿科争论会议（CURy）中被授予二等奖，对他在阴茎血管结构上的研究新發現之回應。
許耕榕醫師及其學術資訊在多数台湾媒体都有刊载，其中包括远见杂誌和健康传媒。 他在英国第四频道"性研究者"的纪录片中自信地说，"我比世界所有其他的人都更了解阴茎。" 在 邦克：好奇的耦合的科学和性别，美国作者 玛丽·罗奇记录了她在栩仕诊所开刀房中的第一手经历。
许耕榕是多数男性学书籍、学术文章、和专利的作者。他的国语书籍，"吊医学"，"雄风再起"，和"命根子终极解密" 分别在2000年、2011年和2013年发表。
他也是一本显微手术训练教程的作者。他在美国专利和商标办公室擁有著阴茎静脉截除手术的专利。